# Blažejovice
Blažejovice (Duits: Blaschejowitz of Blaschegowitz) is een Tsjechische gemeente in de regio Midden-Bohemen en maakt deel uit van het district Benešov.
Blažejovice telt 101 inwoners (2024).

## Geografie
Het dorp ligt aan de Blažejovický, een zijrivier van de Želivky.
De gemeente bestaat uit de volgende plaatsen:
- Blažejovice;
- Vítonice.

## Geschiedenis
Sinds 1085 behoorde het gebied rond Blažejovice toe aan Swatawa van Polen, die het aan het begin van de 12e eeuw aan de kanunnik van Vyšehrad schonk. Vanaf dat moment werden waarschijnlijk de eerste huizen gebouwd. De eerste schriftelijke vermelding van Blažejovice als dorp dateert echter uit 1354, toen de kapittel van Vysšehrad een deel van het dorp verkocht aan Jan Křivsoudovský, die er een fort liet bouwen. Tijdens de Hussietenoorlogen verloren de kanunniken van Vyšehrad al hun bezittingen in Želivka en Blažejovice. In 1436 werd het dorp samen met andere dorpen in de omgeving eigendom van de familie Trčková z Lípy. Aan het eind van de 17e eeuw werd het dorp bij Dolní Kralovice gevoegd. Na de Eerste Wereldoorlog werd een deel hiervan geconfisqueerd.
In 1903 werd een onafhankelijke school met één klaslokaal opgericht. In 1909 en 1910 verrees een nieuw, groter schoolgebouw. Vanwege het kleine aantal leerlingen werd de school in 1973 gesloten. Sindsdien is het gemeentehuis er gehuisvest en wordt de zaal gebruikt voor diverse culturele evenementen.
Sinds 1967 is Blažejovice ingedeeld bij het district Benešov.
In 2005 werd een deel van de film Jak se krotí krokodýli in Blažejovice opgenomen.

## Cultuur
Blažejovice is jaarlijks gastheer van een van de concerten van het klassiekemuziekfestival Podblanický hudební podzim. Ook wordt ieder jaar op de dinsdag vóór Aswoensdag een Mardi Gras-parade gehouden.

### Prijzen
In 2003 en 2008 kreeg Blažejovice de titel Dorp van het jaar toegekend in de jaarlijkse competitie van de regio Midden-Bohemen. In 2003 werd daarbij als extraatje een blauw lintje uitgereikt vanwege het “rijke sociale leven” in het dorp; in 2008 was dit een groen lintje vanwege de “goede zorg voor openbaar groen en het milieu”.

## Voorzieningen
Het dorp beschikt sinds 1971 over een vrijwillige brandweer.

## Verkeer en vervoer

### Autowegen
Er leiden regionale wegen naar het dorp.

### Spoorlijnen
Er is geen spoorlijn of station in de gemeente.

### Buslijnen
Er zijn twee bushaltes in de gemeente:
| Halte                          | Lijnen  | Trajecten                   | Vervoerder   |
| ------------------------------ | ------- | --------------------------- | ------------ |
| Blažejovice                    | 844 845 | Vlašim - Snět Hořice - Zruč | ČSAD Benešov |
| Blažejovice, Vítonice, Roschod | 844 845 | Vlašim - Snět Hořice - Zruč | ČSAD Benešov |

### Fiets- en wandelroutes
- Fietsroute 0084 Dolní Kralovice - Šetějovice - Blažejovice - Hořice - Čechtice loopt door de gemeente;
- De groene wandelroute Snět - Blažejovice - Keblov - Trhový Štěpánov loopt door de gemeente.

## Bezienswaardigheden
Tot de monumenten in het dorp behoren een kapel met klok die in 1695 werd gegoten en de bijnaam Václav kreeg. Tijdens de Tweede Wereldoorlog werd de klok meegenomen, met als doel deze om te smelten voor het maken van munitie. Dit gebeurde echter niet en de klok werd in 1945 opnieuw opgehangen.
Ook is er een tweede dorpskapel.

## Galerij

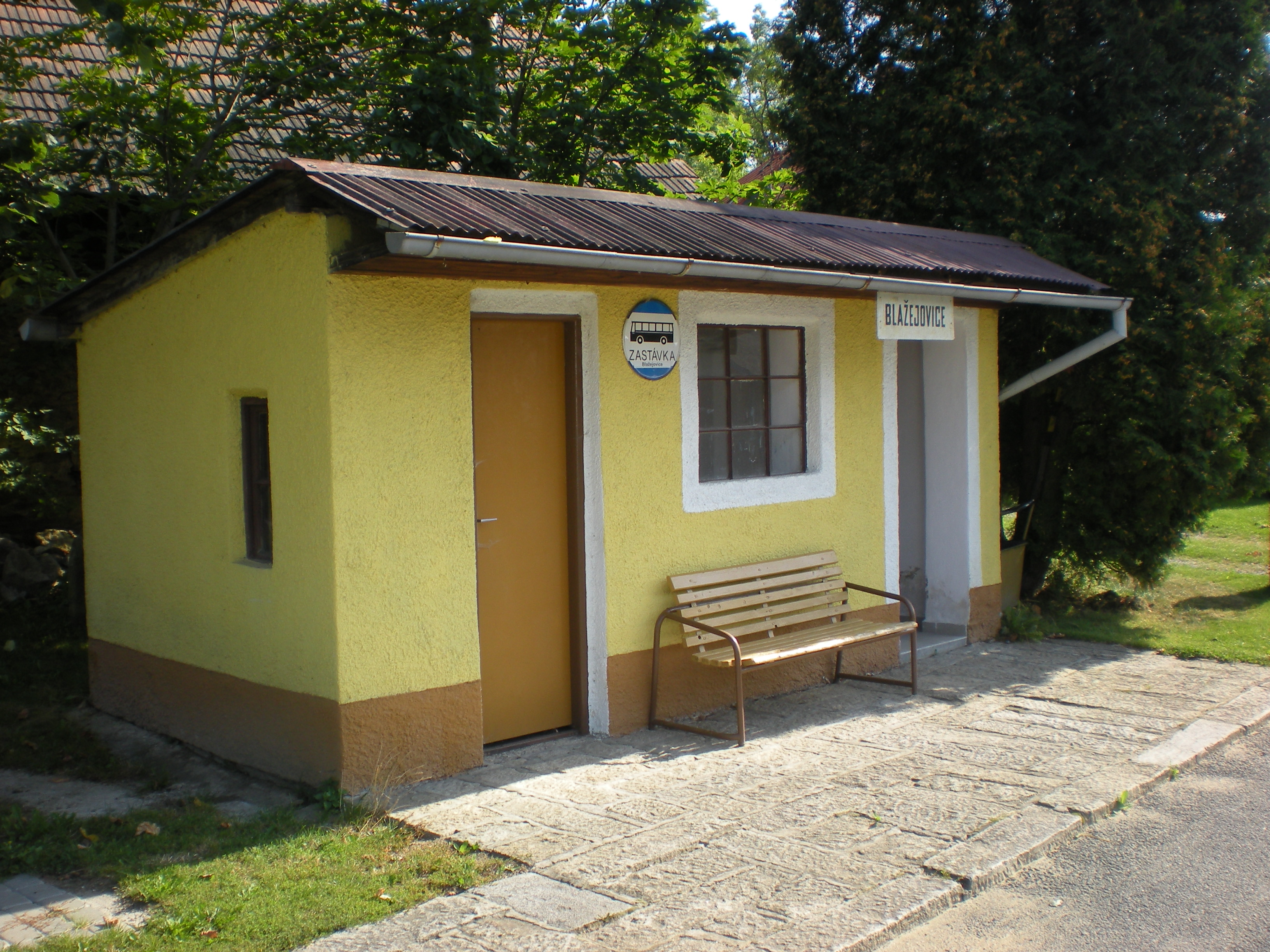
Bushalte in het dorp (2011)
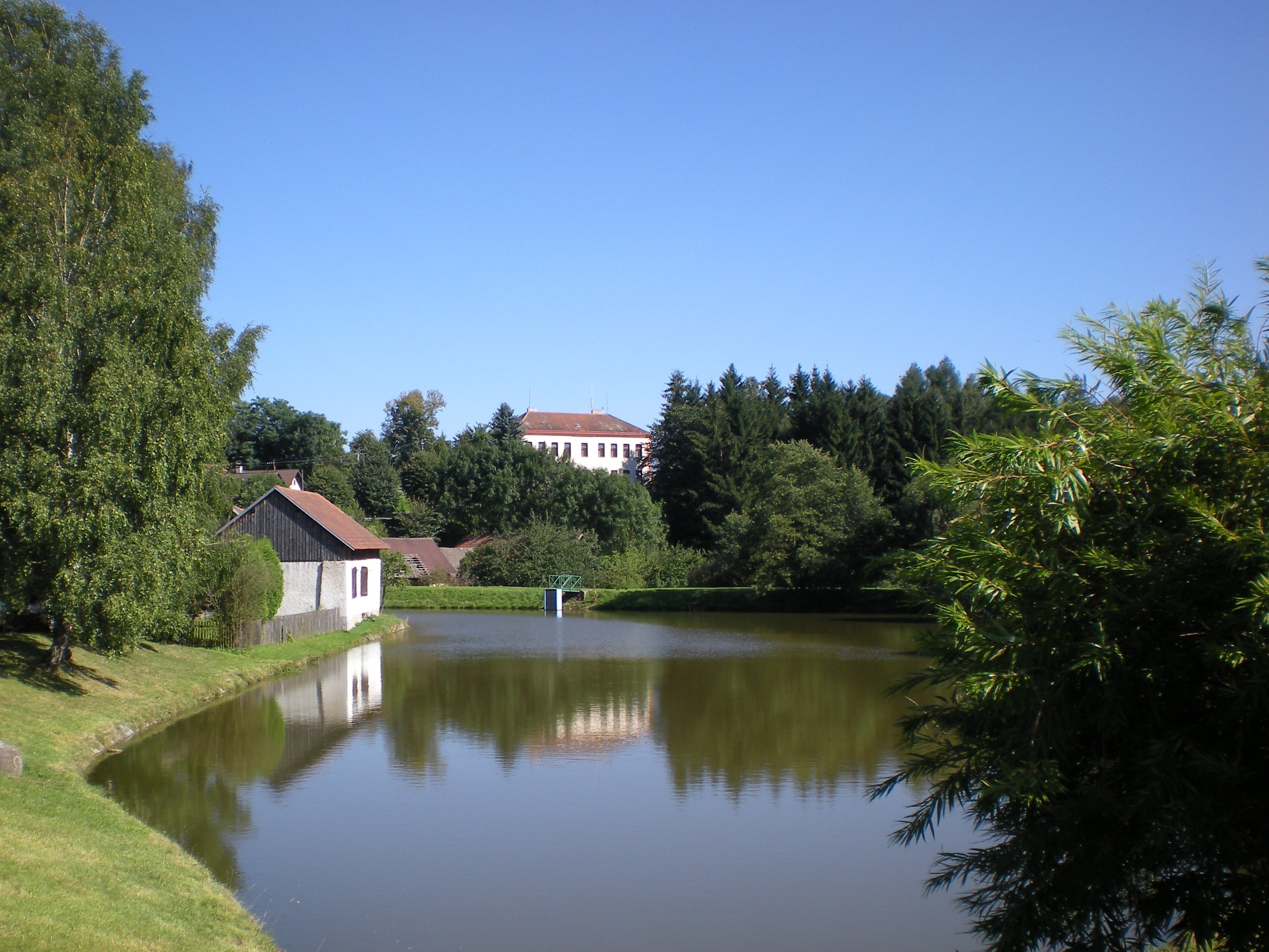
Dorpsvijver (2011)
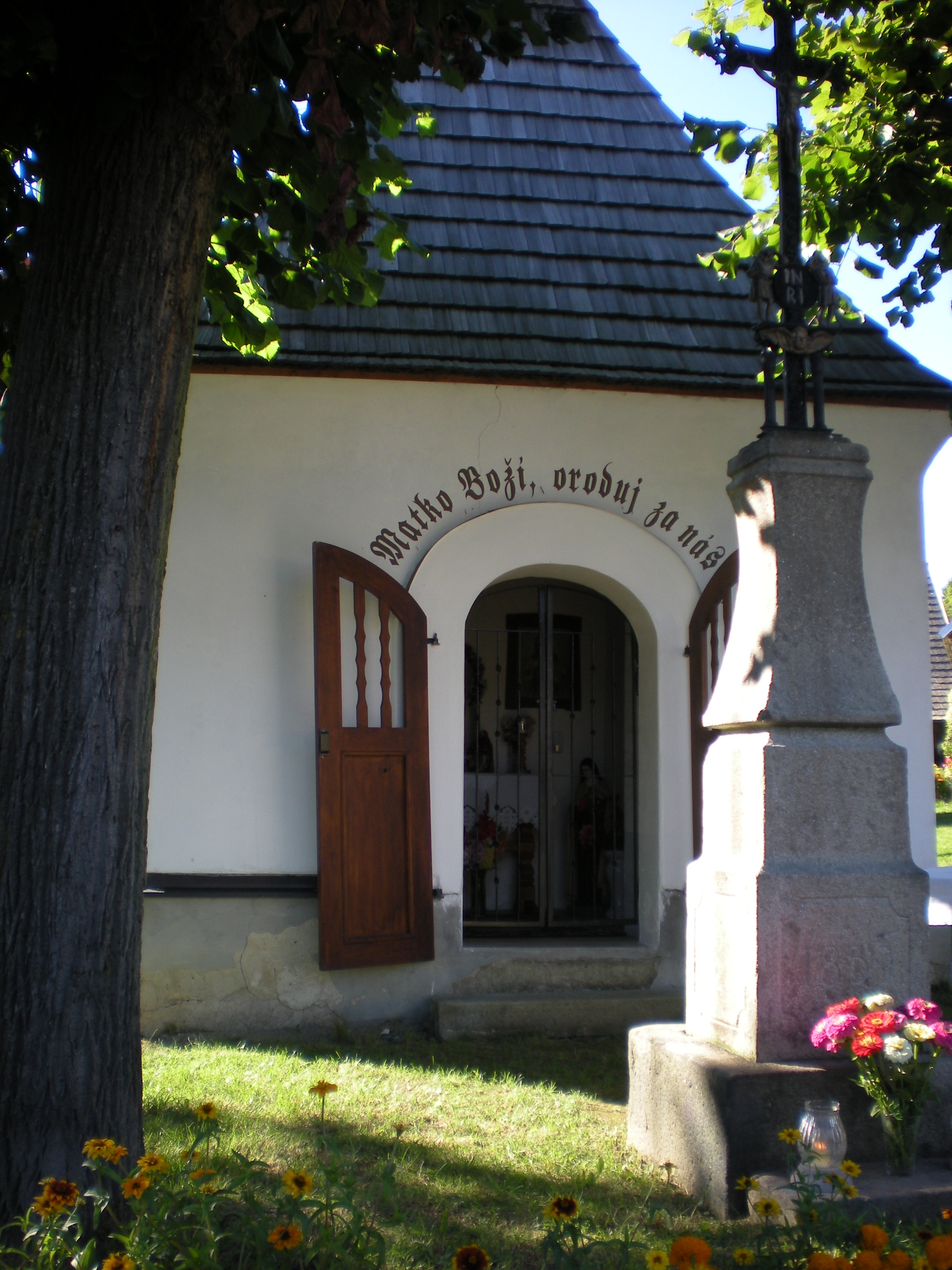
Dorpskapel (2011)
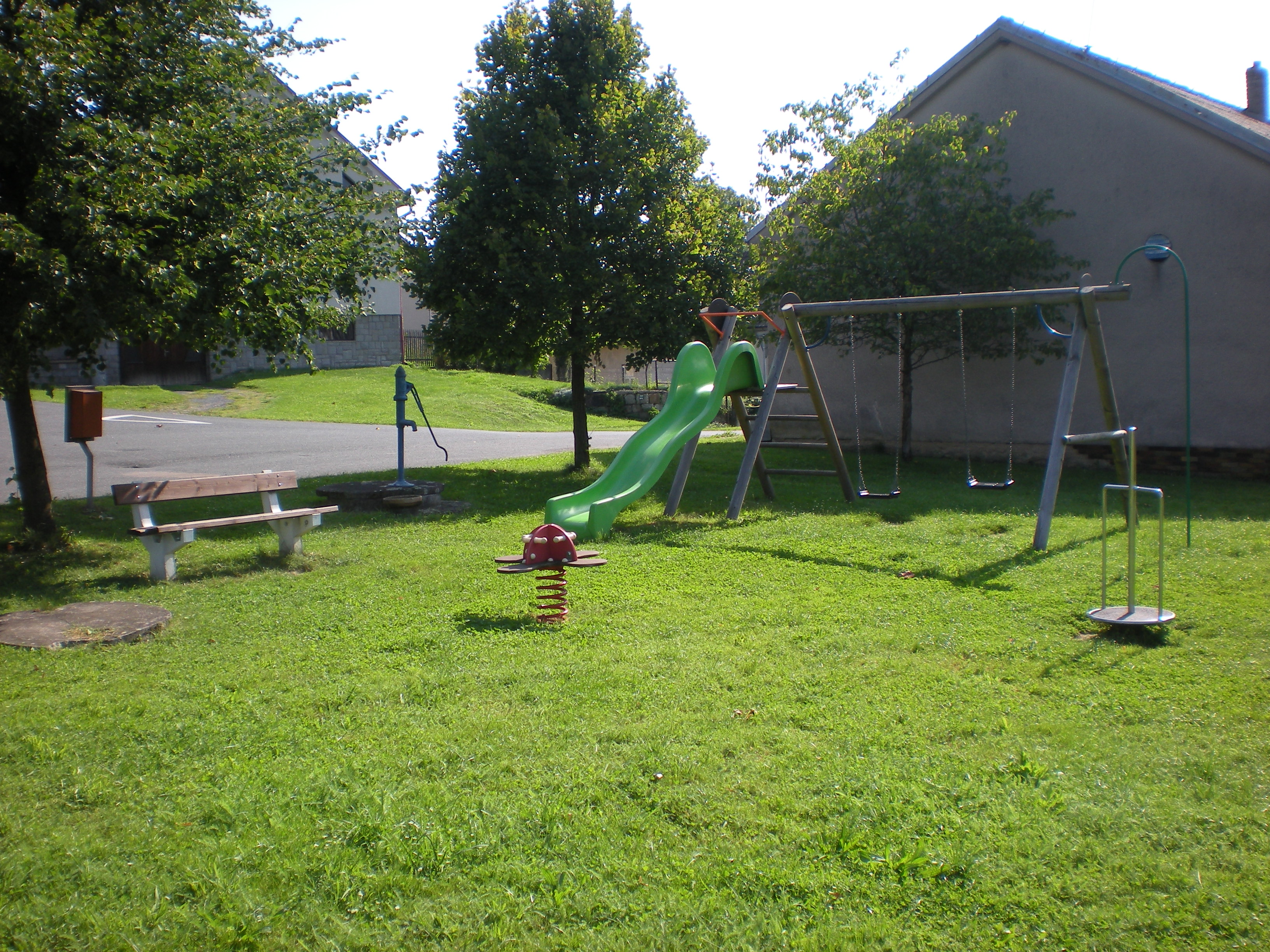
Speeltuin in het dorp (2011)
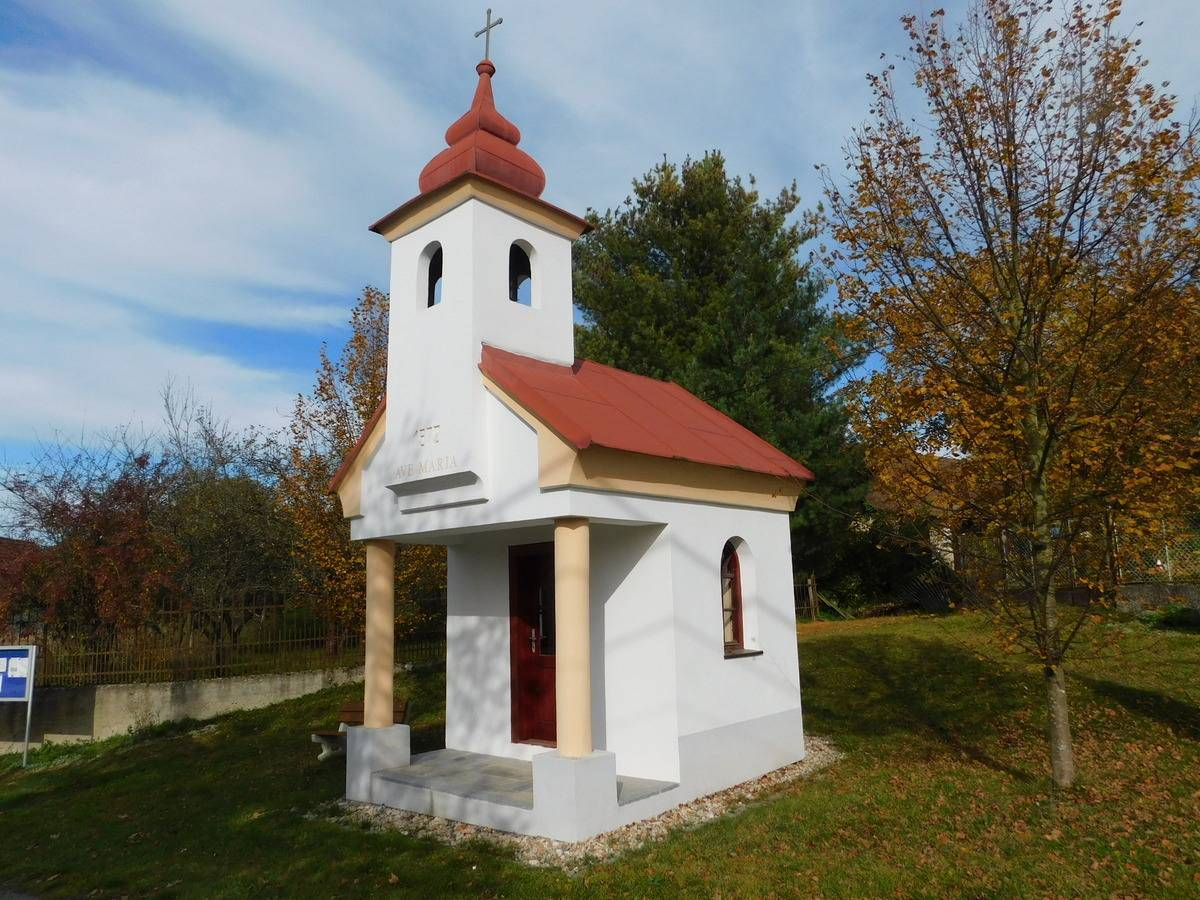
Tweede dorpskapel (datum onbekend)
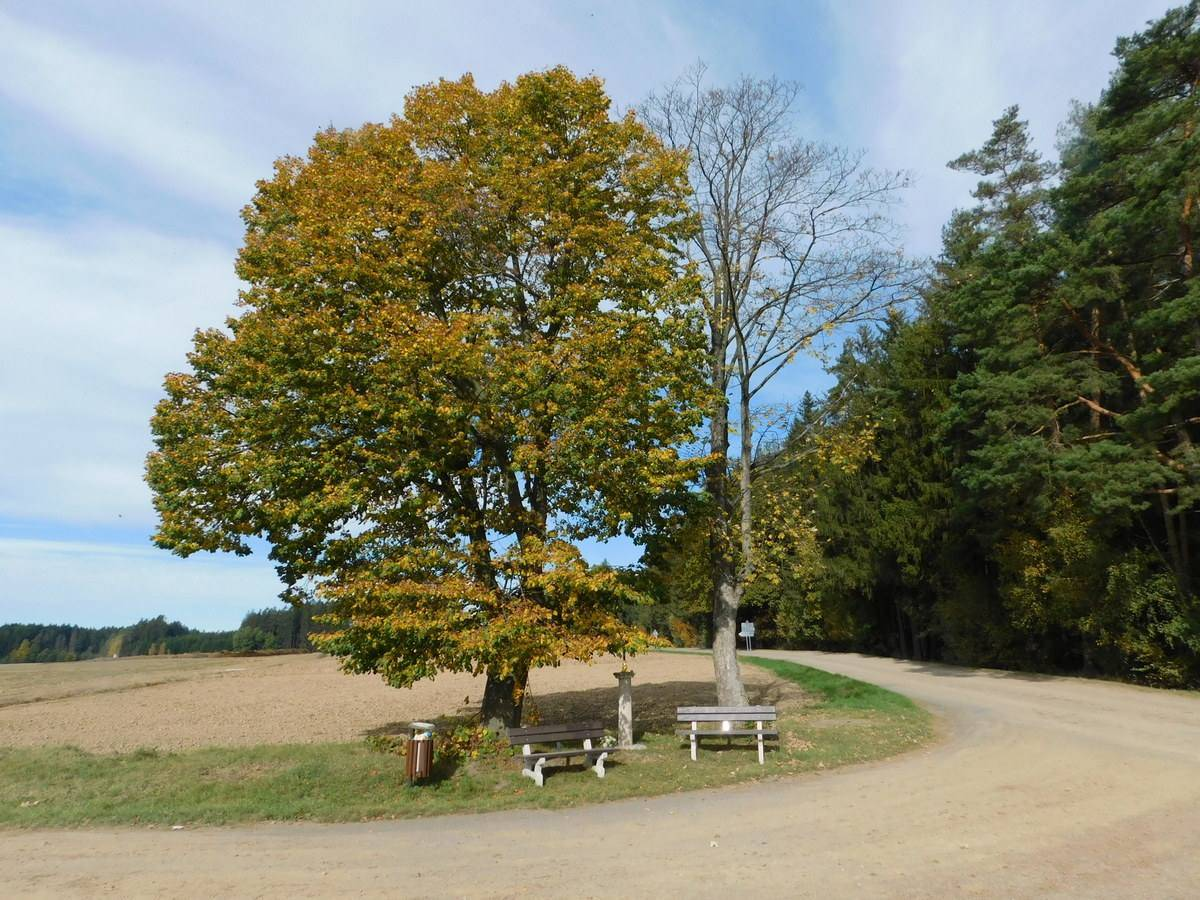
Wegkruis nabij het dorp (2021)